# Aphyllorchis
Aphyllorchis – rodzaj roślin należący do rodziny storczykowatych (Orchidaceae). Należy do niego 20 gatunków. Występują w południowo-wschodniej Azji od Indii i Cejlonu po Nową Gwineę. Wszystkie gatunki są myko-heterotrofami.

## Systematyka
Pozycja systematyczna według Angiosperm Phylogeny Website (aktualizowany system APG IV z 2016)
Rodzaj sklasyfikowany do plemienia Neottieae w podrodzinie epidendronowych (‘’ Epidendroideae’’), rodzina storczykowate (Orchidaceae), rząd szparagowce (Asparagales) w obrębie roślin jednoliściennych. Wraz z najbliżej spokrewnionymi rodzajami (Limodorum i Epipactis) łączony jest w podplemię Limodorinae Bentham.
Wykaz gatunków
- Aphyllorchis acuminata J.J.Sm.
- Aphyllorchis alpina King & Pantl.
- Aphyllorchis angustipetala J.J.Sm.
- Aphyllorchis anomala Dockrill
- Aphyllorchis caudata Rolfe ex Downie
- Aphyllorchis evrardii Gagnep.
- Aphyllorchis exilis Schltr.
- Aphyllorchis halconensis Ames
- Aphyllorchis kemulensis J.J.Sm.
- Aphyllorchis maliauensis Suetsugu, Suleiman & Tsukaya
- Aphyllorchis montana Rchb.f.
- Aphyllorchis pallida Blume
- Aphyllorchis periactinantha A.Chantanaorr. & Chantanaorr.
- Aphyllorchis queenslandica Dockrill
- Aphyllorchis siantanensis J.J.Sm.
- Aphyllorchis simplex Tang & F.T.Wang
- Aphyllorchis spiculaea Rchb.f.
- Aphyllorchis striata (Ridl.) Schltr.
- Aphyllorchis sumatrana J.J.Sm.
- Aphyllorchis yachangensis Ying Qin & Yan Liu